# Pinterest
Pinterest è un motore di ricerca che permette di condividere fotografie, video e immagini. Il nome deriva dall'unione delle parole inglesi "pin" (spillo, puntina) e "interest" (interesse). Pinterest permette agli utenti di creare bacheche in cui catalogare le immagini presenti nelle pagine web in base a temi predefiniti oppure da loro scelti.
Su Pinterest, l'utente utilizza il pulsante "Salva" che compare sui contenuti multimediali (come immagini e video) di una pagina web. Il pulsante consente di  "pinnare" (che significa fissare, fermare con uno spillo o appuntare) questi contenuti, organizzandoli in categorie di interesse (le cosiddette bacheche). Pinterest è facilmente integrabile con altre reti sociali, come Facebook, Twitter, Flickr, Instagram.

## Storia
Creato da Evan Sharp, Ben Silbermann e Paul Sciarra nel 2010, il numero di utenti è passato da 1,2 milioni ad agosto 2011 ad oltre 4 milioni a novembre 2011, fino a superare i 200 milioni di utenti mensili a giugno 2018. Attualmente è tra i 100 siti web più visitati al mondo: al trentanovesimo posto nell'Alexa Rank. Negli Stati Uniti si stima che l'80% degli utenti sia di sesso femminile, mentre in Italia le proporzioni sarebbero invertite, con il 78% di utenti di sesso maschile.
Pinterest ha svolto un ruolo nella fase di preparazione alle elezioni presidenziali 2012 negli USA. Le mogli di entrambi i candidati hanno creato i propri account: Ann Romney, moglie di Mitt Romney, ha debuttato con un proprio account a marzo, mentre la ex First Lady Michelle Obama lo ha annunciato nel mese di giugno.
Nel febbraio 2013 Reuters e ComScore hanno dichiarato che Pinterest aveva 48,7 milioni di utenti a livello globale. Uno studio pubblicato nel luglio 2013 dall'agenzia francese di social media Semiocast ha rivelato che il sito web aveva 70 milioni di utenti in tutto il mondo.
Nel 2014 Pinterest ha avuto le sue prime entrate, poiché ha cominciato a stabilire dei costi che gli inserzionisti avrebbero dovuto sostenere per promuovere i loro articoli a milioni di hobbisti, pianificatori di vacanze e fai-da-te del sito.

## Terminologia
Un "pin" è l'immagine o un video caricati tramite un link esterno o salvato direttamente dal sito. Una volta che gli utenti iniziano a creare bacheche e aggiungere i pin, gli altri utenti possono ora fare un "repin", ovvero salvare l'immagine di un altro utente sulla propria bacheca.
Una "board" è la bacheca dove si trovano i pin degli utenti. Se ne possono creare diverse, da organizzare in base ai contenuti. Una volta impostato il proprio account, si possono sfogliare e commentare, proprio come si fa con i "pin".

## Uso
Gli utenti di Pinterest possono caricare, salvare e ordinare i pin (o puntine) e altri contenuti multimediali (come i video, che si possono anche scaricare) collezionandoli in bacheche, che funzionano da contenitori. I contenuti che vengono aggiunti dagli utenti possono essere trovati nella pagina principale. Gli utenti possono quindi salvare singoli "pin" su una bacheca utilizzando il pulsante "Salva", singolarmente o su delle bacheche in genere organizzate per temi. In questo modo, le puntine possano essere facilmente ordinate e consultate anche da altri utenti. Le bacheche contengono una collezione di idee e sono in genere organizzate per temi, in modo che le puntine possano essere facilmente classificate e facilmente trovate da altri utenti.
I contenuti possono essere trovati anche al di fuori di Pinterest e caricati in modo simile con il tasto "Salva" che può essere configurato nella barra Aggiungi ai preferiti del proprio browser.
Ci sono diversi modi per registrare un nuovo account Pinterest. Potenziali utenti possono sia ricevere un invito da un amico già registrato o, in alternativa, ci si può registrare direttamente sul sito. Un account può, inoltre, essere creato a partire da un collegamento di Pinterest con un profilo Facebook o Twitter o Google. Quando un utente fa un "re-pin" di un'immagine per la propria board, ha la possibilità di notificarlo sul proprio profilo Facebook o Twitter, così che i propri amici o followers possono saperlo. E questa funzione può essere gestita nella pagina delle impostazioni. Gli utenti che accedono a Pinterest tramite Facebook devono però avere il formato "Timeline".

### Navigare su Pinterest
Nella pagina principale di Pinterest appare l'attività cronologica degli utenti seguiti. Durante la ricerca di pin e bacheche interessanti, gli utenti possono accedere alla pagina chiamata "Esplora", che permette di vedere bacheche dai contenuti simili ai pin che sono stati precedentemente salvati.
Collegamenti rapidi a Pinterest includono il pulsante "Salva", che può essere aggiunto alla barra dei segnalibri di un browser, e i pulsanti "Segui" e "Salva" che si possono aggiungere al sito personale o ad una pagina del proprio blog.

### Come salvare un pin
Ci sono alcuni passaggi da seguire se un utente vuole fare di un'immagine online o scattata attraverso il proprio telefono o macchina fotografica un "pin". Prima di tutto, deve selezionare l'immagine che desidera salvare. Inoltre, l'utente deve fare clic sul pulsante "Aggiungi" su Pinterest. Infine, bisognerà copiare e incollare l'URL di un'immagine nella casella di collegamento.
L'utente dovrà poi selezionare l'immagine esatta che desidera caricare sul proprio profilo o sulla propria bacheca. Gli altri utenti che hanno precedentemente salvato la stessa immagine possono ora fare clic sul pin per vedere in quale altra bacheca è ora stata salvata, e vedere a chi è piaciuta, chi ha commentato, o chi abbia fatto "repin" sull'immagine.